# Воин (фрегат, 1737)
«Воин» — парусный фрегат Балтийского флота Российской империи, участник русско-шведской войны 1741—1743 годов.

## Описание судна
Представитель серии парусных 32-пушечных деревянных фрегатов типа «Гектор». Всего в рамках серии было построено 16 судов этого типа. Длина этих фрегатов составляла 36 метров, ширина — 9,6 метра, а осадка — 4,27—4,3 метра. Вооружение судов состояло из 32-х орудий, а экипаж — из 200 человек.

## История службы
Фрегат «Воин» был заложен на Соломбальской верфи 1 (12) сентября 1736 года и после спуска на воду 24 мая (4 июня) 1737 года вошёл в состав Балтийского флота России. Строительство вёл кораблестроитель в ранге корабельного ученика П. Г. Качалов. В том же году совершил переход из Архангельска в Кронштадт.
В 1738 году в составе эскадры кораблей Балтийского флота принимал участие в практическом плавании в Финском заливе до Красной Горки, а в 1740 году — в практическом плавании до Красной Горки и острова Гогланд. В кампанию того же года командиру фрегата капитану 1-го ранга Яну Опию было дано поручение следовать к месту испытаний ходовых качеств вновь построенных судов двух бомбардирских кораблей «Самсон» и «Юпитер», а также двух прамов «Олифант» и «Дикий бык» «для лучшего усмотрения их действа»:

… и был там при пробе показанных кораблей и прамов и пробовал при себе в ходу под парусами по ветру и против ветру, как по морскому искусству надлежит, и как оные совсем апробованы будут, тогда оным кораблям и прамам, также и фрегату Воину возвратиться к кронштадскому порту, и в каком действии оные корабли и прамы в ходу под парусами и в бросании с кораблей бомбами по пробе явятся, о том со всеми обстоятельствами в адмиралтейскую коллегию рапортавать— Сообщение графа Головина Адмиралтейств-коллегии, 1740 года сентября 6
По результатам испытаний бомбардирские корабли по ходовым качествам оказались лучше «Воина», а прамы «во время хождения под парусами имеют весьма штейф и действие против ветру и по ветру изрядно, токмо великое склонение от ветра, и против фрегата следовать не могут».
Принимал участие в русско-шведской войне 1741—1743 годов. В кампанию 1741 года с июня по октябрь находился в составе эскадры вице-адмирала З. Д. Мишукова, которая выходила в крейсерское плавание до острова Гогланд с целью наблюдения за неприятельскими судами. В кампанию следующего 1742 года с мая по сентябрь также принимал участие в крейсерских плаваниях в Финском заливе в составе эскадры адмирала графа Н. Ф. Головина, однако участия в активных боевых действиях, как и в 1741 году, не принимал. В кампанию 1743 года, вновь находясь в крейсерском плавании в составе той же эскадры, 7 (18) и 8 (19) июня у Гангута принимал участие в перестрелке с судами противника.
С 1744 по 1748 год и в 1750 году в составе эскадр Балтийского флота выходил в практические плавания в Балтийское море и Финский залив, при этом в 1745 году направлялся для поимки капера в Балтийском море, а в августе и сентябре того же года посещал Данциг.
После 1750 года фрегат «Воин» находился в Кронштадте и в море не выходил, а в 1755 году там же был разобран.

## Командиры фрегата
Командирами фрегата «Воин» в разное время служили:
- капитан полковничьего ранга Д. Паддон (1738 год)[комм. 6][14];
- капитан 1-го ранга Я. Опий (1740 год)[комм. 7][7];
- лейтенант майорского ранга С. Вышеславцев (1741 год)[15];
- лейтенант майорского ранга А. Аболешев (1742—1743 годы)[16];
- лейтенант майорского ранга Г. Якушкин (1744 и 1748 годы)[17];
- лейтенант майорского ранга А. М. Давыдов (1745 год)[18];
- лейтенант И. И. Сенявин (1746, 1747, 1750 годы)[19].

### Комментарии
1. ↑  Также в серию входили фрегаты «Гектор», «Кавалер», «Меркуриус», «Аполлон», «Селафаил», «Ягудиил», «Архангел Михаил», «Крейсер», «Вахмейстер», «Россия», «Святой Михаил», «Святой Сергий», «Гремящий», «Надежда» и «Африка».
2. ↑  118 футов.
3. ↑  31 фут 6 дюймов.
4. ↑  14 футов.
5. ↑  В книге Веселаго Ф. Ф. «Список русских военных судов с 1668 по 1860 год» приводится другая фамилия мастера — Брант.
6. ↑  Англичанин на русской службе, сын шаутбенахта Джорджа Паддона, в российских документах также именовался Георгем Георгиевичем.
7. ↑  Англичанин на русской службе.